# Arrondissement Saverne
Arrondissement Saverne je francouzský arrondissement ležící v departementu Bas-Rhin v regionu Grand Est. Člení se dále na 3 kantony a 172 obcí.

## Kantony
od roku 2015:
- Bouxwiller
- Ingwiller
- Saverne (část)

před rokem 2015:
- Bouxwiller
- Drulingen
- Marmoutier
- La Petite-Pierre
- Sarre-Union
- Saverne